# 北小岩城 (阿肯色州)
北小岩城（英語：North Little Rock）是一個位於美國阿肯色州普拉斯基縣的城市。

## 地理
北小岩城的座標為34°46′51″N 92°15′25″W / 34.78083°N 92.25694°W，而該地的平均海拔高度為81米（即266英尺）。

## 人口
根據2020年美國人口普查的數據，北小岩城的面積為145.55平方千米，當中陸地面積為137.39平方千米，而水域面積為8.16平方千米。當地共有人口64591人，而人口密度為每平方千米443人。